# David (Donatello)
Pour les articles homonymes, voir David.

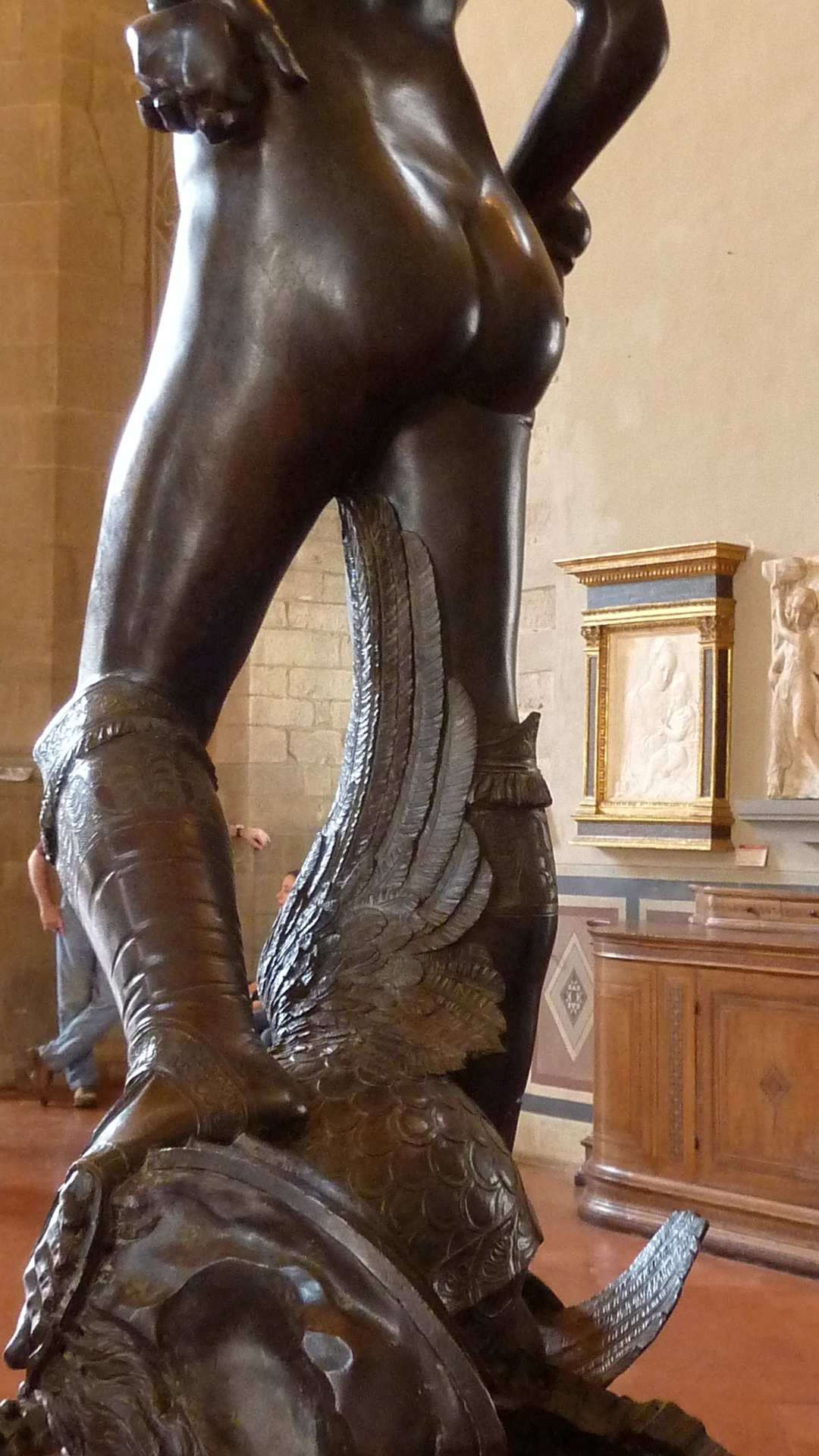
Jambe et plumes.

Le David de Donatello est une sculpture en bronze réalisée entre 1430 et 1432, considérée comme le premier grand bronze fondu depuis l'Antiquité. Initialement au palais Médicis en 1453, puis transférée en 1495 au  cortile du Palazzo Vecchio, elle est conservée et exposée maintenant au palais du Bargello de Florence.

## Histoire
Cette œuvre a été commandée par Cosme de Médicis, protecteur de la République florentine entre 1434 et 1464. Il s’agit d’une commande semi privée, semi-publique. En effet, les Médicis commandent la sculpture pour leur cour intérieure, le financement est donc privé. Mais la statue est considérée comme « d’utilité publique » puisque le palais de la célèbre famille florentine est un lieu de réunion et de fête. La sculpture est offerte aux yeux de tous ce qui en fait une œuvre publique. Elle est confisquée après l’expulsion de cette famille princière en 1495. Elle a été présentée au gouvernement républicain de Florence comme une allégorie politique pro républicaine, présentant le renversement violent de la tyrannie des Médicis.

## Description
C’est une statue de grandeur nature de 1,58 m en bronze sur un piédestal en marbre pour une hauteur totale de 1,80 m, elle est figurée en ronde-bosse, et a produit un choc la première fois qu’elle a été vue, par sa représentation d’un jeune homme nu. 

« Elle est si naturelle et d'une telle beauté qu’il semble incroyable aux artistes qu’elle n’ait pas été moulée sur un modèle vivant »

— Giorgio Vasari
Sur un socle en couronne de lauriers, elle dépeint le jeune David, avec un énigmatique sourire (typique de la Renaissance), juste après sa victoire, le pied posé sur l’imposante tête de Goliath. Le jeune homme est là, debout, nu, avec seulement un chapeau et des bottes, tenant l’épée de Goliath, les plumes du casque de Goliath montant le long d'une de ses jambes. La pose maniérée, l’attitude précieuse et recherchée, les exagérations anatomiques, le regard plongé dans l’ombre du casque, mais plus encore la trop grande élégance de cette figure ajoute une riche psychologie à l’épisode biblique. La complexité intellectuelle de ce jeune guerrier, combattant nu, mais coiffé paradoxalement d'un casque élégant, a toujours fasciné les spectateurs de ce chef-d’œuvre de la sculpture de la Renaissance italienne. La vulnérabilité du personnage accroît la sensualité de cette figure allégorique maniérée d’une certaine préciosité florentine qui séduira tous les sculpteurs français de la seconde moitié du XIXe siècle.
Si la sensualité de cette figure est indéniable, l’esthétique en vogue à l’époque s’attachait davantage à la « nudité héroïque », seul concept à rendre compte de la pureté, de la bonne moralité et de la vertu du héros. C’est cette nudité héroïque qui, à l’époque révolutionnaire, vint contrebalancer le caractère androgyne de la sculpture.
Une interprétation plus récente y voit plutôt Hermès, le plus jeune des dieux de l’Olympe, reconnaissable à son pétase. L’ennemi abattu serait alors le géant Argos.[réf. nécessaire]

## Hommages
- Le David di Donatello en Italie est un prix récompensant le cinéma, l’équivalent du César du cinéma français, ou l’Oscar du cinéma américain.
- La statue figure dans la série Les Médicis : Maîtres de Florence.